# Peyton C. March
Peyton Conway March (Easton, 27 dicembre 1864 – Easton, 13 aprile 1955) è stato un generale statunitense, che raggiunse il grado di Capo di stato maggiore dell'Esercito degli Stati Uniti.

## Vita
Nato nel 1864 ad Easton in Pennsylvania frequentò da ragazzo il Lafayette College e fu successivamente ammesso all'età di 20 anni nel 1884 a 
West Point diplomandosi nel 1888. Fu quindi assegnato al terzo reggimento artiglieria.
Nel 1891 sposò Josephine Smith Cunningham e nel 1896 nacque il primo ed unico figlio della coppia, Peyton March Jr. Josephine Smith Cunningham morì infine otto anni più tardi nel 1904.
Nel 1894 March venne assegnato al quinto reggimento artiglieria e fu promosso con il grado di tenente. Fu successivamente trasferito alla scuola di artiglieria nel 1896, dove fu il maggiore artefice del Astor Battery. Dal 1899 in poi Peyton C. March fu inviato nelle Filippine dove partecipò alla Guerra ispano-americana. Sempre lo stesso anno fu nominato primo aiutante del generale Arthur MacArthur Junior e fu promosso al grado di maggiore divenendo successivamente governatore provinciale e commissario per i prigionieri.
Nel 1903, fu prima trasferito a Fort Riley assumendo il comando del diciannovesimo reggimento artiglieria e, successivamente a Washington, dove fu assegnato al neofondato ufficio del capo di stato maggiore dell'Esercito degli Stati Uniti. Per un breve periodo fu anche inviato come osservatore durante la Guerra russo-giapponese.
Peyton Conway March era quindi divenuto comandante del primo e del sesto reggimento artiglieria e ricopriva innumerevoli incarichi di prestigio. Nel 1916 fu promosso al grado di colonnello e ricevette il comando dell'8º reggimento artiglieria stazionato lungo il confine tra Messico e Stati Uniti.
Nel corso della prima guerra mondiale fu nuovamente promosso, raggiungendo il grado di generale di brigata e assumendo il comando della prima divisione fanteria. Successivamente fu promosso al grado di generale maggiore e gli fu assegnato il comando di tutte le divisioni di artiglieria in Europa.
Alla fine della prima guerra mondiale ritornò a Washington e il 20 maggio 1918 divenne Capo di Stato Maggiore dell'Esercito degli Stati Uniti fino al 1921.
Nel 1923 si sposò per la seconda volta con Cora V. McEntee.
Peyton Conway March rimase quindi in servizio fino al giugno del 1930, anno in cui fu congedato dal servizio.
March morì il 13 aprile 1955 e fu sepolto nel cimitero militare di Arlington.